# Certoparina sódica
Certoparina sódica (nome comercial: Sandoparin) é uma heparina de baixo peso molecular, especialmente ativa contra o fator Xa. Como outras heparinas de baixo peso molecular, é utilizado para prevenir a trombose venosa profunda,